# Citronelol
El citronelol o dihidrogeraniol es un monoterpenoide natural. En la naturaleza se hallan dos enantiómeros. El (+)-citronelol, que se encuentra en el aceite de citronela, es el más común de los isómeros. El (−)-citronelol se halla en el aceite de rosa y de geranio. El citronelol se usa en perfumes y como repelente de insectos.